# Lateinamerikanische Freihandelszone
Die Lateinamerikanische Freihandelszone (englisch Latin American Free Trade Association, LAFTA; spanisch Asociación Latinoamericana de Libre Comercio, ALALC) ist eine 1960 in Montevideo gegründete Internationale Organisation. Gründungsmitglieder waren Argentinien, Bolivien, Chile, Mexiko, Paraguay, Peru und Uruguay. Sie ging 1980 in der Lateinamerikanischen Integrationsvereinigung (ALADI) auf. Die Vertragsstaaten erhofften sich die Schaffung eines gemeinsamen Marktes durch Senkung der Zölle für den gegenseitigen Warenverkehr. Der Vertrag erstreckte sich jedoch nicht auf Dienstleistungen.